# Jaroslav Čechura
Jaroslav Čechura (* 22. prosince 1952 Plzeň) je český historik, specializující se na novověké sociální dějiny.

## Život
Vystudoval Filozofickou fakultu Univerzity Karlovy, obory historie – politická ekonomie – dějiny umění. V letech 1977 až 1986 byl pracovníkem Státního ústavu památkové péče a ochrany přírody v Praze; dalších 17 let vedl Archiv Národního muzea a 25 let redakci historické řady Časopisu Národního muzea. Učil na FF UK (v rámci Ústavu českých dějin) a spolupracoval též s Max-Planck-Institut für Geschichte v Göttingenu. Kromě toho vyučuje na Technické univerzitě v Liberci a do září 2023 vyučoval také na Katolické teologické fakultě Univerzity Karlovy.. Je členem několika redakčních či vědeckých rad.
Od počátku se profiloval jako medievalista a zabýval se hospodářskými a sociálními dějinami Čech ve středoevropském kontextu. Později rozšířil svůj záběr o období raného novověku, jež nahlíží „zdola“, konkrétně pak prizmatem poddanských vztahů, každodennosti, rebelií, kriminality, sexuality, stavovské politiky či tradiční kultury venkova. Vzhledem k nebývalému rozsahu knižní tvorby, která cílí nejen na odborného, ale i laického konzumenta, tak Čechura náleží k nejvýznamnějším současným českým představitelům mikrohistorie.

### Zrušení profesorského místa
V rámci reorganizace bylo schváleno děkankou filozofické fakulty UK rozhodnutí ředitele Ústavu českých dějin Ivana Šedivého o zrušení profesorského místa se specializací na české dějiny raného novověku (které zastává J. Čechura) s účinností 1. července 2015. Zrušení místa, a tedy i Čechurovo propuštění, vzbudilo jisté překvapení v rámci univerzity.